# Рамачандра из Девагири
Рамачандра (хинди देवगिरि का रामचन्द्र; не ранее 1250 и не позднее 1300 — около 1311) — правитель царства Сеунадеша из династии Сеуна-Ядавов (махараджадхираджа Сеунадеши) (ок. 1271 — ок. 1311). Он отнял трон у своего двоюродного брата Амманы, устроив переворот в столице Девагири. Он расширил свое царство, сражаясь со своими индусскими соседями, такими как династии Парамара, Вагхела, Хойсала и Какатия.
В 1296 году Рамачандра столкнулся с мусульманским вторжением из Делийского султаната и вынужден был пойти на мирные переговоры, согласившись платить ежегодную дань султану Ала ад-Дину Хильджи. После того, как он прекратил выплаты дани в 1303—1304 годах, Ала ад-Дин отправил армию во главе с Маликом Кафуром, чтобы подчинить Девагири в 1308 году, заставив его стать вассалом Делийского султаната. Впоследствии Рамачандра служил Ала ад-Дину как верный вассал и помог его войскам победить соседние царства Какатия и Хойсала.

## Ранняя жизнь
Рамачандра был сыном царя Кришны из династии Ядавов (1247—1261). Во время смерти Кришны около 1260 года Рамачандра, вероятно, был очень молод, из-за чего его дядя (младший брат Кришны) Махадева вступил на трон (1261—1270). Когда сын Махадевы Аммана стал следующим царем около 1270 года, Рамачандра также претендовал на трон. Большинство важных офицеров и генералов, вероятно, видели в Рамачандре законного наследника трона. Это видно из того факта, что придворные Хемадри и Тиккама, которые были верны Махадеве, покинули Амману и начали поддерживать Рамачандру.

## Переворот против Амманы
Где-то во второй половине 1271 года Рамачандра отнял царский трон у своего двоюродного брата Амманы. Надпись Рамачандры дает следующее описание этого переворота: Рамачандра и его последователи вошли в крепость Девагири, переодевшись актерами. Во время представления перед любящим развлечения Амманой они внезапно пленили самого царя и его сторонников.
Этот рассказ также подтверждается литературными текстами, такими как Бханувиласа (текст Маханубхавы) и Нагадева-Чарита Парашурама-Вьясы. Согласно текстам Маханубхавы, Рамачандра ослепил Амману. Нагадева-Чарита утверждает, что Рамачандра убил Амману, и что окончательное поражение Рамачандры от мусульман было результатом этого греха. Достоверность этого утверждения сомнительна, поскольку в других текстах упоминается только ослепление, а не убийство.

## Конфликты с соседями-индусами

### Парамара
Царство Парамара (Малва) располагалось к северу от царства Ядавов. К 1270-м годам власть Парамары значительно ослабла, и их царство было разделено между королем Арджунаварманом II и его министром. Воспользовавшись этой ситуацией, Рамачандра вторгся в царство Парамара в 1270-х годах и легко разбил армию Парамары.
Надпись Рамачандры 1271 года в Пайтхане намекает на его завоевание Малвы, а надпись в Удари 1276 года описывает его как «льва, уничтожающего множество гниющих слонов Арджуны». Вторжение в Малву, возможно, было способом отметить его восхождение на трон.

### Вагхела
Во время северной кампании против династии Парамара Рамачандра, по-видимому, также участвовал в стычках со своими северо-западными соседями, Вагхелами из Гурджары. Надписи обеих династий утверждают о победах, так что этот конфликт, по-видимому, закончился безрезультатно. Надпись на медной пластине в Тхане Рамачандры утверждает, что Ядавы выиграли войну, в то время как надпись на медной пластине Цинтры Сарангадевы утверждает, что Вагхелы вышли победителями в этом конфликте.

### Хойсала
Во время правления Махадевы, дяди Рамачандры, Ядавы потерпели поражение от своих южных соседей — Хойсалов. Чтобы отомстить за это поражение, Рамачандра решил послать мощную экспедицию против Хойсалов. Он провел 2-3 года, готовясь к этой экспедиции. Экспедицию возглавляли такие опытные военачальники, как Салува Тиккама, Джойидева, Ирунгола Чола из Ниргунды и Харапала (зять Рамачандры). Их силы поддерживались другой силой, возглавляемой генералом Каннарадевой и министрами Чаундарасой и Ванадаеварасой.
Войско Ядавов, возглавляемое Тиккамой, вторглось на территорию царства Хойсала осенью 1275 года. Когда Тиккама разбил лагерь в Белавади близ столицы Хойсалы Дварасамудры, царь Хойсалы Нарасимха III (1263—1292) послал войско во главе с Анкой и Майдевой, чтобы противостоять ему. Тиккама разгромил этот отряд Хойсала в январе 1276 года.
Тем временем отряд Ядавов, возглавляемый Каннарадевой, атаковал Доравади на территории Хойсалы. Ядавы выиграли битву, но их министр Ванадевараса был убит вождем племени Хойсала Сингейя Наякой.
Впоследствии Тиккама осадил столицу Хойсалы Дварасамудру. В течение следующих нескольких месяцев генералы Хойсалы, такие как Нанджея и Гуллая, были убиты, защищая свою столицу от захватчиков. 25 апреля 1276 года сын главнокомандующего Хойсалы Анкея Наяка возглавил решительное наступление против Ядавов и вынудил Тиккаму отступить в Дхумми.
Хотя он не смог завоевать столицу Хойсала, Тиккама сумел собрать большую добычу от этого вторжения, в том числе большое количество слонов и лошадей. В течение следующих нескольких лет между двумя царствами произошло несколько мелких стычек, но серьезных конфликтов не было. Царь Хойсалы Нарасимха продолжал заниматься семейной враждой со своим братом Раманатхи, в то время как Рамачандра был занят кампаниями против других соперников.

### Какатия
Дядя Рамачандры Махадева потерпел поражение от своих восточных соседей, царства Какатия. Вместо того чтобы начать прямую атаку против Какатии, Рамачандра, по-видимому, поддержал вождей, которые были недовольны царицей Какатий Рудрамой (1262—1289). Царица Какатии ответила на эти политические маневры, что привело к завоеванию некоторых территорий Ядавов генералом Какатия Виттхала-Дева-наякой. Этот генерал построил новые укрепления в Райчуре на бывшей территории Ядавов в 1294 году.

### Северо-восточная кампания
Надпись Пурушоттамапури Рамачандры предполагает, что он расширил царство Ядавов на его северо-восточной границе. Во-первых, он подчинил себе правителей Ваджракары (вероятно, современного Вайрагада) и Бхандагары (современной Бхандары).
Надпись предполагает, что затем он отправился в царство Калачури и занял бывшую столицу Калачури Трипури (современный Тевар близ Джабалпура). Используя Трипури в качестве своей базы, он двинулся на Каши (Варанаси), который был захвачен Делийским султанатом у Гахадавалов в предыдущие десятилетия. Надпись гласит, что он построил храм, посвященный богу Шарангадхаре (Вишну) в Каши. По словам историка А. С. Алтекара это говорит о том, что Рамачандра занимал Варанаси по меньшей мере 2-3 года. Возможно, это произошло в 1286—1290 годах, когда Делийский султанат был ослаблен после смерти Гийас-ад-дин Балбанf и до восшествия на престол Джалал ад-Дина Хильджи. С другой стороны, историк П. М. Джоши отвергает такие утверждения, сделанные в надписи, как «совершенно пустые».
Надпись Пурушоттамапури далее утверждает, что после Каши Рамачандра двинулся на Каньякубджа и Кайлас. Однако никаких исторических свидетельств таких завоеваний нет. Эти утверждения, по — видимому, являются результатом поэтической аллитерации (Каши — Каньякубджа-Кайлас) и не основаны на реальных исторических событиях.
Тем временем феодалы Рамачандры в Кхеде и Сангамешваре в Конкане восстали против него. Сын Рамачандры подавил это восстание.

## Переход в статус вассала
Рамачандра, по-видимому, столкнулся с вторжениями мусульман (называемых «Млеччха» или «Турукас») с 1270-х годов. В надписи 1278 года царь называет себя «великим кабаном (Варахой) в защите Земли от гнета турок»; аналогичное утверждение содержится и в некоторых последующих надписях. П. М. Джоши отмечает, что даже став вассалом Делийского султаната, Рамачандра утверждал (или позволял своим чиновникам заявлять) о крупных победах над тюрками. Поэтому Джоши отвергает утверждение о «великом кабане» как хвастливое, теоретизируя, что в лучшем случае Рамачандра мог «наказать некоторых мусульманских чиновников» в прибрежном регионе между Гоа и Чаулом. Ядавы, несомненно, знали об опасности мусульманского вторжения к 1291 году, когда Рукмини-Сваямвара придворного поэта Ядавов Нарендры упоминает «доблесть и безжалостность» млеччхов.
В 1296 году Ала ад-Дин Хильджи, губернатор провинции Кара-Маникпур Делийского султаната, совершил набег на Девагири, столицу царства Ядавов. Во время вторжения Ала ад-Дина большая часть армии Ядавов находилась далеко от столицы под командованием наследного принца Симханы. Рамачандра не был должным образом подготовлен к обороне и согласился на мирный договор, пообещав Ала ад-Дину большую дань. Однако, прежде чем договор был осуществлен, Симхана вернулся в столицу с армией Ядавов. Ала ад-Дин победил его и наложил гораздо более тяжелую дань на Рамачандру.
Ядавы потеряли свой престиж в результате вторжения Ала ад-Дина. Воспользовавшись ослаблением власти Ядавов, правитель Какатии Пратапарудра аннексировал восточную часть царства Рамачандры, включавшую современные районы Анантапур и Райчур. Правитель Хойсалов Баллада III (1292—1342) и его генерал Гангея Сахани отвоевали территории, которые Хойсалы уступили Ядавам в предыдущие годы, включая город Банаваси.
Ала ад-Дин Хильджи узурпировал султанский торн в Дели, свергнув и убив своего дядю Джалал ад-Дина Хильджи в 1296 году, вскоре после его успешного набега на Ядавов. Рамачандра перестал посылать дань Ала ад-Дину после 1303—1304 годов. Согласно мусульманскому хронисту XIV века Исами, Рамачандра тайно сообщил Ала ад-Дину, что не хочет восставать против султаната и что мятежная фракция Ядавов контролируется его сыном. В 1308 году Ала ад-Дин Хильджи послал войско во главе со своим полководцем Маликом Кафуром, чтобы подчинить себе Рамачандру. Армия Малика Кафура окончательно разгромила армию Ядавов, возглавляемую наследным принцем, и доставил пленного царя Рамачандру в Дели. В Дели Ала ад-Дин учтиво обошелся с Рамачандрой и восстановил его в качестве вассала в Девагири. Ала ад-Дин даровал ему титул Раджа-и-Раджан («царь царей»), а также дал ему Навсари в качестве личного джагира.
По словам Исами, Рамачандра также отдал свою дочь Джхатьяпали в жены делийскому султану Ала ад-Дину. Эта дочь в различных исторических текстах альтернативно называется Чхитай, Джитай, Джетапали или Кшетрапали. Исами утверждает, что она была матерью сына Ала ад-Дина и преемника Шихаб ад-Дина Умара. Персидский историк XIV века Вассаф в своей книге «Таджзият Аль-Амсар» также упоминает, что правитель Девагири отдал свою дочь Ала ад-Дину, чтобы спасти ему жизнь. Историк XVI века Фиришта утверждает, что после смерти Ала ад-Дина его наместник Малик Кафур женился на дочери Рамачандры.
Рамачандра оставался верен Ала ад-Дину до самой его смерти и помог Малику Кафуру победить Какатийцев (1309) и Хойсалов (1311). Когда войска султаната остановились в Девагири во время их вторжения в столицу Какатии Варангал, Рамачандра предоставил в их распоряжение объекты своего королевства. Во время похода делийской армии на столицу Хойсалов Дварасамудру Рамачандра поддерживал их припасами во время их остановки в Девагири. Он также приказал своему генералу Пурушоттаме направить войска султаната к границам Хойсалы.

## Преемники
Рамачандра, по-видимому, умер около 1311 года, Хотя точная дата его смерти неизвестна. Надпись в Нале, его последняя сохранившаяся надпись, датируется 1311 годом (1233 год Сакской эры). Ему наследовал его сын Симхана III (также Шанкарадева или Сингхана) (1311—1313), который был побежден и убит после неудачного восстания против Ала ад-Дина Хильджи.
У Рамачандры было еще два сына: Баллала и Бхима (также называемый Бимба). Из них Бхима бежал в Конкан, где основал свою ставку в Махикавати (современный остров Махим в Мумбаи).

## Религия
Записи Ядавов называют Рамачандру великим преданным Шивы (Маха-Махешвара) и утверждают, что он помазал восемь лингамов бога «молоком его славы». Эти записи также сравнивают его с Вишну и его различными аватарами. Например, его называют «Нараяна среди царей» (Райа-Нараяна). Надпись сравнивает его с легендарным героем Рамой и утверждает, что он освободил священный город Варанаси от млеччхов (чужеземцев) и построил там Золотой храм Шарнгадхары (Вишну).
Хемадпанту, служителю Рамачандры и его отца, приписывают строительство пяти храмов в Рамтеке, которые были посвящены Рама-Сита, Лакшмана-Свами, Хануману, богине Экадаши и Лакшми-Нараяне. Надпись, обнаруженная в храме Лакшманасвами, предполагает, что Рамачандра уполномочил своего наместника продвигать поклонение Раме в Рамтеке.